# Chiruromys
Chiruromys — рід мишей Старого Світу, який поширений лише в Новій Гвінеї та прилеглих островах Гуденаф, Фергюссон і Норманбі.

## Характеристики
Це малі деревні пацюки з довгими хвостами. Голова і тулуб 8,4–17,5 см, хвіст 12,8–24,5 см, вага 23–122 грами. Зверху хутро від сірого до коричневого з білим черевцем. Вони обмежені лісами, де проводять весь свій час під пологом. Вони живуть групами, які зазвичай складаються з пари, що розмножується, та їх потомства (як правило, від одного до трьох).